# Špatní pastýři

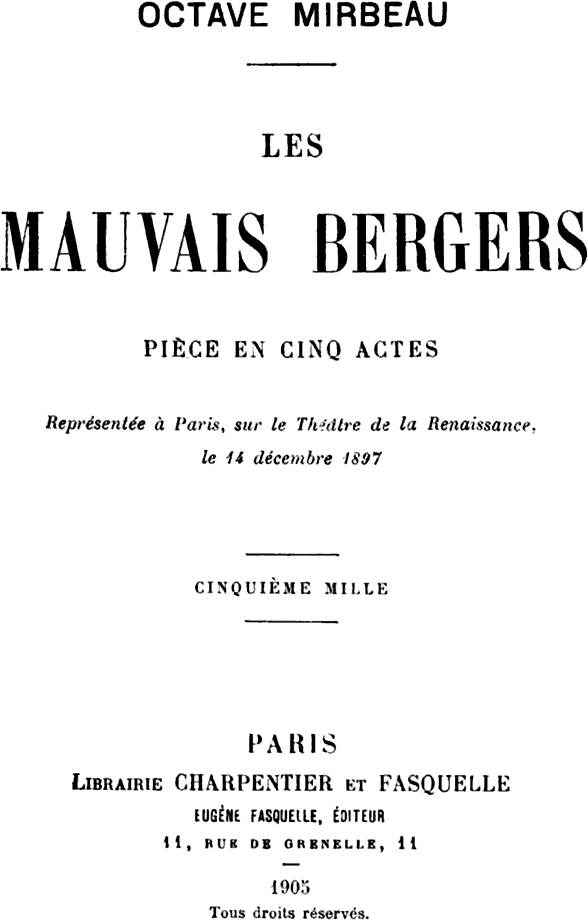
Dílo Les Mauvais berges

Špatní pastýři (v originale Les Mauvais bergers) je sociální drama o 5 aktech francouzského spisovatele, dramatika a politika Octava Mirbeaua z roku 1897.
Příběh zachycuje krvavé potlačení dělnické stávky, vyjadřuje tragický a mimořádně pesimistický názor na lidský osud – vítězí smrt, neexistuje žádná naděje. 

## Česká vydání

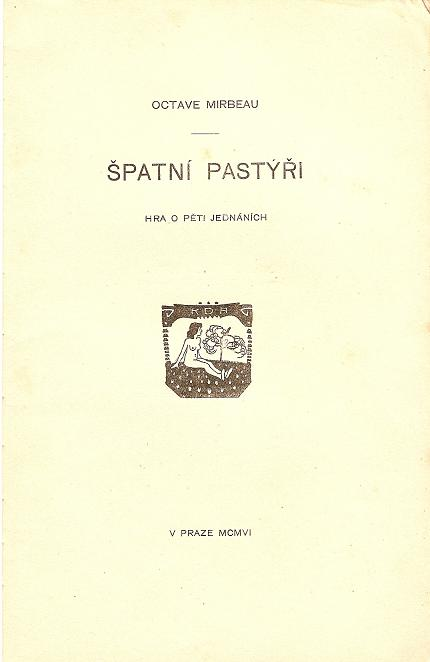
Český překlad Špatní pastýři

- Špatní pastýři, Praha, V Praze – Kamilla Neumannová, Knihy dobrých autorů, n° 13, 1906, 101 s. Přeložil Karel Pudlač (= Arnošt Procházka), grafická úprava Théophile Alexandre Steinlen.
- Špatní pastýři, Praha, Zora, « České divadlo », n° 30, 1921, 121 s. Přeložila Maryša Bártova.